# Athletiks
Athletiks és una plataforma en línia per a publicar i apuntar-se a esdeveniments esportius. Es va llençar al públic el 9 de setembre del 2023 de la mà dels seus fundadors, Llorenç Pujol, Aleix Canet i Guillem Solà. La plataforma té com a objectius connectar la gent a través de l'esport i crear una comunitat social i esportiva oberta. És per això la seva funció principal és l'oferta de serveis tant per a creadors d'esdeveniments esportius com per a assistents d'aquests.
Athletiks funciona de manera que els grups o organitzadors registrats poden crear els seus esdeveniments personalitzant-los i assignant-los-hi un preu. Aquests són publicats al blog de la plataforma i al compte particular del grup o organitzador. Els usuaris d'Athletiks, en accedir al blog o a la pàgina particular, poden apuntar-se i pagar l'assistència a l'esdeveniment, tot a través de la plataforma.
La finalitat principal d'Athletiks és facilitar la coordinació i el procediment per a dur a terme esdeveniments esportius en comunió i donar-los-hi visibilitat fent-los extensius a tota la comunitat d'Athletiks i als seus visitants.

## La plataforma
És obligatori per a fer ús dels serveis d'Athletiks estar registrat tant com a usuari com a entitat organitzadora. Els continguts de la plataforma es divideixen en tres agrupacions distingides al menú: esdeveniments, grups i blog.
- Esdeveniments:[4] Pàgina on són publicats el conjunt d'esdeveniments programats per una data no vençuda. Permet filtrar els resultats segons el dia, disciplina, gènere i preu i també dona l'opció de veure esdeveniments anteriors. Des d'aquesta pàgina es pot accedir directament a l'esdeveniment per apuntar-s'hi.
- Grups:[5] Pàgina on es presenta la totalitat de grups i des de la qual pots accedir a la seva entrada de presentació i fer-te'n membre.
- Blog:[6] Pàgina on es troben les entrades publicades per Athletiks. Acostumen a ser informació sobre la plataforma o articles sobre grups o esdeveniments.

## Monetització
Dins les finalitats i objectius d'Athletiks també hi ha la facilitació de dur a terme esdeveniments de pagament. És per això que la plataforma ofereix un sistema per a dur-ho a terme.
Athletiks en col·laboració amb la plataforma de pagaments Stripe utilitza el servei de comptes connectats que involucra que cada organitzador posseeixi un compte a la plataforma de pagaments directament vinculat al de la plataforma d'Athletiks.
Per aquest servei Athletiks cobra unes comissions regulades amb els següents paràmetres: La plataforma cobra a cada inscripció (pagament a un esdeveniment) una comissió fixa de 0.25€ més el 3.75% del preu de la inscripció.
Pel que fa a la inscripció o creació dels esdeveniments gratuïts, no es veuen afectades per cap afectació econòmica.

## Format
Athletiks es troba disponible únicament en format de plataforma en línia accessible a través de motors de cerca d'internet. Tot i això, a través del servei d'addicció de plataformes en línia a la pantalla d'inici dels telèfons mòbils operats tant en sistema Android com iOS permet l'accessibilitat en format d'aplicació en aquests dispositius.